# Березинский сельсовет (Минская область)
Бере́зинский сельсове́т — административная единица на территории Березинского района Минской области Белоруссии. Центр сельсовета расположен в г. Березино. Население — 1639 жителей (2024). Березинский сельсовет граничит с Поплавским и Погостским сельсоветами Березинского района, Гливинским и Оздятичским сельсоветами Борисовского района.

## Социальная сфера
В сельсовете работают сельскохозяйственное предприятие ОАО «Уша» и ОАО «Березинский райагросервис», 5 магазинов (Березинский филиал Минского ОблПО), частное ООО «Березино-Продукт» (д. Положино), Ушанский государственный учебно-педагогический комплекс – детский сад средняя общеобразовательная школа, туристический центр «Юность» (д. Жорновка), Ушанский фельдшерско-акушерский пункт, церковь Христиан Веры Евангельской «Благодать» (д. Котово). В отдаленные деревни приезжает автомагазин – летом 3 раза в неделю, зимой — 2 раза.

## История
28 мая 2013 года в состав сельсовета включена территория упраздненного Ушанского сельсовета с расположенными на ней населенными пунктами; исключена часть территории, в том числе населенные пункты Лешница, Новоселки, Слобода. Согласно переписи населения 2019 года, население сельсовета составило 1925 жителей.

## Состав
Березинский сельсовет включает 36 населённых пунктов:
- Белица — деревня
- Беличаны — деревня
- Бережки — деревня
- Берёзовка — деревня
- Боровино — деревня
- Бриялёво — деревня
- Вязычин — деревня
- Глухой Ток — деревня
- Грады — деревня
- Демешковка — деревня
- Жорновка — деревня
- Жуковец — деревня
- Замок — деревня
- Клёновка — деревня
- Колюжица — деревня
- Котово — деревня
- Краснополье — деревня
- Крупа — деревня
- Любач — деревня
- Ляжино — деревня
- Мурово — деревня
- Новая Князевка — деревня
- Новая Мощеница — деревня
- Ольховка — деревня
- Осово — деревня
- Положино — деревня
- Прибрежное — деревня
- Присады — деревня
- Пружанка — деревня
- Светлица — деревня
- Селянка — деревня
- Снуя — деревня
- Старая Князевка — деревня
- Старая Мощеница — деревня
- Тростянка — деревня
- Уша — агрогородок

## Известные уроженцы, жители
- Борух Миневич (1902—1955) — американский джазовый музыкант, исполнитель на губной гармонике, актёр и основатель группы «The Harmonica Rascals».